# 기본 주파수

현의 진동과 정상파에서 나타나는 기본 주파수와 처음 6개의 배음의 모습

기본 주파수(基本周波數, Fundamental frequency)는 줄여서 기본음으로도 불리며 (f0 또는 f1 로 약칭), 주기적인 파형의 가장 낮은 진동수로 정의된다. 음악에서 기본 주파수는 가장 낮은 부분음으로 인지되는 음의 음높이이다. 사인파의 중첩으로 보면, 기본 주파수는 조화적으로 관련된 주파수들의 합에서 가장 낮은 주파수의 사인파이거나, 인접한 주파수들 사이의 차이 주파수이다. 일부에서는 기본 주파수를 보통 f0로 약칭하며, 이는 0부터 세는 가장 낮은 주파수를 나타낸다. 그 외 다른 맥락에서는 첫 번째 고조파인 f1로 약칭하는 것이 더 일반적이다. (두 번째 고조파는 f2 = 2⋅f1 등으로 이어진다.)
벤워드와 세이커의 '음악: 이론과 실제'에 따르면 기본음은 다음과 같다.
기본 주파수는 가장 낮은 주파수이며 가장 큰 소리로 인지되기 때문에 귀는 이를 음악적 음색[고조파 스펙트럼]의 특정 음높이로 식별한다... 개별 부분음은 따로 들리지 않고 귀에서 하나의 음색으로 혼합된다.

## 설명
모든 사인파 및 많은 비사인파 파형은 시간이 지나면 정확히 반복된다. 이들은 주기적이다. 파형의 주기는 다음이 참이 되는 가장 작은 양수 값 {\displaystyle T}이다:
여기서 {\displaystyle x(t)}는 시간 {\displaystyle t}에서의 파형 값이다. 이는 길이 {\displaystyle T}의 어떤 간격에 대한 파형 값이 파형을 완전히 설명하는 데 필요한 전부임을 의미한다 (예를 들어, 관련 푸리에 급수에 따라 그렇다). 주기의 어떤 배수 {\displaystyle T}도 이 정의를 만족하기 때문에, 기본 주기는 함수를 완전히 설명할 수 있는 가장 작은 주기로 정의된다. 기본 주파수는 그 역수로 정의된다,
시간 단위가 초일 때, 주파수는 {\displaystyle s^{-1}}이며, 이는 헤르츠라고도 알려져 있다.

### 파이프의 기본 주파수
한쪽 끝이 닫히고 다른 쪽 끝이 열린 길이 {\displaystyle L}의 파이프의 경우, 기본 고조파의 파장은 첫 두 애니메이션에 표시된 것처럼 {\displaystyle 4L}이다. 따라서,
그러므로, 다음 관계를 사용하여
여기서 {\displaystyle v}는 파동의 속도이며, 파동의 속도와 파이프의 길이를 이용하여 기본 주파수를 구할 수 있다.
같은 파이프의 양쪽 끝이 모두 닫히거나 모두 열려 있는 경우, 기본 고조파의 파장은 {\displaystyle 2L}이 된다. 위와 동일한 방법으로 기본 주파수는 다음과 같이 구해진다.

## 음악에서
음악에서 기본 주파수는 가장 낮은 부분음으로 인지되는 음의 음높이이다. 기본 주파수는 현이나 공기 기둥 전체 길이의 진동에 의해 생성되거나, 연주자가 선택한 더 높은 고조파에 의해 생성될 수 있다. 기본 주파수는 고조파 중 하나이다. 고조파는 공통 기본 주파수의 양의 정수배인 이상적인 주파수 집합인 고조파 계열의 구성원이다. 기본 주파수가 고조파로 간주되는 이유는 기본 주파수가 자신에 1을 곱한 값이기 때문이다.
기본 주파수는 전체 파동이 진동하는 주파수이다. 배음은 기본 주파수보다 높은 주파수에 존재하는 다른 사인파 성분이다. 기본 주파수와 배음을 포함하여 전체 파형을 구성하는 모든 주파수 성분을 부분음이라고 한다. 이들은 함께 고조파 계열을 형성한다. 기본 주파수의 완전한 정수배인 배음은 고조파라고 불린다. 배음이 고조파에 가까우나 정확히 일치하지 않을 때, 때때로 고조파 부분음이라고 불리지만, 종종 단순히 고조파라고도 불린다. 때로는 고조파와는 전혀 거리가 먼 배음이 생성되기도 하며, 이들은 단순히 부분음 또는 비고조파 배음이라고 불린다.
기본 주파수는 첫 번째 고조파이자 첫 번째 부분음으로 간주된다. 부분음과 고조파의 번호 매기기는 일반적으로 동일하다. 즉, 두 번째 부분음은 두 번째 고조파 등이다. 그러나 비고조파 부분음이 있는 경우 번호 매기기는 더 이상 일치하지 않는다. 배음은 기본 주파수 '위'에 나타나는 순서대로 번호가 매겨진다. 따라서 엄밀히 말하면 첫 번째 배음은 두 번째 부분음(그리고 일반적으로 두 번째 고조파)이다. 이로 인해 혼란이 발생할 수 있으므로, 일반적으로 고조파만 번호로 지칭되며, 배음과 부분음은 해당 고조파와의 관계로 설명된다.

## 기계에서
한쪽 끝은 고정되어 있고 다른 쪽 끝에 질량이 부착된 용수철을 생각해 보자. 이것은 단일 자유도(SDoF) 진동자이다. 일단 운동을 시작하면 고유 주파수로 진동할 것이다. 단일 자유도 진동자의 경우, 움직임이 단일 좌표로 설명될 수 있는 시스템에서 고유 주파수는 두 가지 시스템 속성인 질량과 뻣뻣함에 따라 달라진다 (시스템이 감쇠되지 않는다고 가정). 고유 주파수 또는 기본 주파수 ω0는 다음 방정식을 사용하여 찾을 수 있다.
여기서
- k = 용수철의 뻣뻣함
- m = 질량
- ω0 = 초당 라디안 단위의 고유 주파수.

고유 주파수를 헤르츠 단위로 결정하려면 오메가 값을 2π로 나누면 된다.
또는 다음과 같이 식을 쓸 수 있다.
여기서
- f0 = 고유 주파수 (SI 단위: 헤르츠)
- k = 용수철의 뻣뻣함 (SI 단위: 뉴턴/미터 또는 N/m)
- m = 질량 (SI 단위: kg).

모드 해석을 수행할 때, 1차 모드의 주파수가 기본 주파수이다.
이는 또한 다음과 같이 표현된다.
여기서
- f0 = 고유 주파수 (SI 단위: 헤르츠)
- l = 현의 길이 (SI 단위: 미터)
- μ = 현의 단위 길이당 질량 (SI 단위: kg/m)
- T = 현의 장력 (SI 단위: 뉴턴)[12]

## 같이 보기
- 최대 공약수
- 헤르츠
- 기본음 소실
- 고유 주파수
- 진동
- 배음렬#용어
- 음높이 감지 알고리즘
- 하모닉 스케일